# Dürnhart (Rain)
Dürnhart ist ein Gemeindeteil von Rain im niederbayerischen Landkreis Straubing-Bogen. Bis 1972 bildete es eine selbstständige Gemeinde.

## Lage
Dürnhart liegt im Gäuboden etwa einen Kilometer südwestlich von Rain.

## Geschichte
Schon 1363 wurde das Kloster Mallersdorf als Lehnsherr über ein Gut zu „Durrenhart“ genannt. Die Hauptmannschaft Dürnhart war im Gerichtsverzeichnis von 1599 ein Teil des Oberamtes Alburg des Landgerichtes Straubing. Im Jahr der Konskription von 1752 gehörten zur Obmannschaft Dürnhart neben dem Dorf Dürnhart die Orte Pönning, Landstorf, Wahlmühl und Niedermotzing. Dürnhart bestand aus zwanzig Anwesen.
Bei der Bildung der Steuerdistrikte 1811 kam Dürnhart zum Steuerdistrikt Rain und bei der Bildung der Gemeinden 1821 zur Gemeinde Perkam. Die Gemeinde Dürnhart entstand erst 1950 durch Abtrennung von Perkam, hatte keine weiteren Orte und ein Gemeindegebiet von 307,15 Hektar. Im Zuge der Gebietsreform in Bayern wurde die Gemeinde Dürnhart, die zum Landkreis Straubing gehörte, am 1. Januar 1972 in die Gemeinde Rain eingegliedert. Kirchlich gehört Dürnhart zur Pfarrei Schönach.

## Sehenswürdigkeiten
- Die Filialkirche St. Nikolaus stammt aus der zweiten Hälfte des 18. Jahrhunderts.

## Vereine
- Freiwillige Feuerwehr Dürnhart. Sie konnte 1990 ihr Gründungsfest zum hundertjährigen Bestehen feiern.
- Burschenverein Eintracht Dürnhart
- Krieger- und Soldatenkameradschaft Dürnhart